# Tommy Peoples
Pour les articles homonymes, voir Peoples.
Thomas Peoples, dit Tommy Peoples (né le 20 septembre 1948 à Letterkenny dans le comté de Donegal en Irlande et mort le 4 août 2018), est un violoniste irlandais.

## Biographie
Tommy Peoples naît à Letterkenny près de Saint Johnstone, un village du district de Laggan à l’est du comté de Donegal (Ulster).
Il a été membre de groupes réputés de musique traditionnelle irlandaise, dont 1691 avec Matt Molloy, et The Bothy Band, tout en se produisant également en solo depuis la fin des années 1960. Il joue du fiddle avec une technique caractéristique dans le style du Donegal.
Dans les années 1960, il s'installe à Dublin, où il est employé dans la police. Il s’établit ensuite dans le comté de Clare et épouse Mary Linnane, fille de Kitty Linnane qui fut de longue date le leader du groupe The Kilfenora Céilí Band. Il réside dans son village natal, Saint Johnstone.
En 1998, il est consacré Ceoltóir na Bliana (musicien traditionnel de l'année) au Gradam Ceoil par la télévision irlandaise TG4.
En juillet 2015, il a lancé un livre auto-publié intitulé «Ó Am go hAm - From Time to Time». Le livre combine un tuteur de violon par Tommy, des illustrations et une notation complète de 130 mélodies originales de Tommy. Le livre comprend également de nombreuses histoires et incidents de sa vie et de sa carrière musicale.
Il meurt le 3 août 2018 à l'âge de 70 ans.

### Famille
Sa fille, Siobhán Peoples, a également acquis sa propre réputation de violoniste.

## Discographie
- The Bothy Band (1975)
- An Exciting Session with One of Ireland's Leading Traditional Fiddlers (1976)
- The High Part of the Road (1976)
- A Traditional Experience with Tommy Peoples: A Master Irish Traditional Fiddle Player (1976)
- Matt Molloy - Paul Brady - Tommy Peoples (1977)
- The Iron Man (1985)
- Fiddler's Fancy: Fifty Irish Fiddle Tunes Collected and Performed by the Irish Fiddle Legend (1986)
- Traditional Irish Music Played on the Fiddle (publié en 1993, mais enregistré en 1982)
- The Quiet Glen/An Gleann Ciuin (1998)
- Waiting for a Call (2003)